# Христианство в Гвинее
Христианство в Гвинее — одна из религий, представленных в стране.
По данным исследовательского центра Pew Research Center в 2010 году в Гвинее проживало 1,1 млн христиан, которые составляли 11 % населения этой страны. Энциклопедия «Религии мира» Дж. Г. Мелтона оценивает долю христиан в 2010 году в 3,6 % (0,36 млн верующих).
Крупнейшим направлением христианства в стране является католицизм. В 2000 году в Гвинее действовало 910 христианских церквей и мест богослужения, принадлежащих 26 разных христианским деноминациям.
Христианство в Гвинее исповедуют большинство зиало, кру, крио, а также значительная часть кисси, кпелле, папел и дан. Христианами также считаются большинство живущих в стране французов.